# Puffinus tedfordi
Puffinus tedfordi je izumrla vrsta morske ptice iz porodice zovoja. Živjela je za vrijeme pleistocena u. Obitavala je na zapadnom dijelu Sjeverne Amerike. Jako je malo poznato o njoj, jer se o njoj može doznati samo iz fosilnih ostataka.